# M 25 (звёздное скопление)
M 25 (также известно как Мессье 25 и IC 4725) — рассеянное звёздное скопление в созвездии Стрельца.

## История открытия
Скопление было открыто Жан Филиппом де Шезо в 1745 году и каталогизировано Шарлем Мессье в 1764 году.

## Интересные характеристики
M 25 находится на расстоянии около 2000 световых лет от Земли.
Пространственные размеры этого скопления составляют 19 световых лет в поперечнике. В состав кластера входит переменная звезда класса цефеид, обозначаемая как U Стрельца.

## Наблюдения

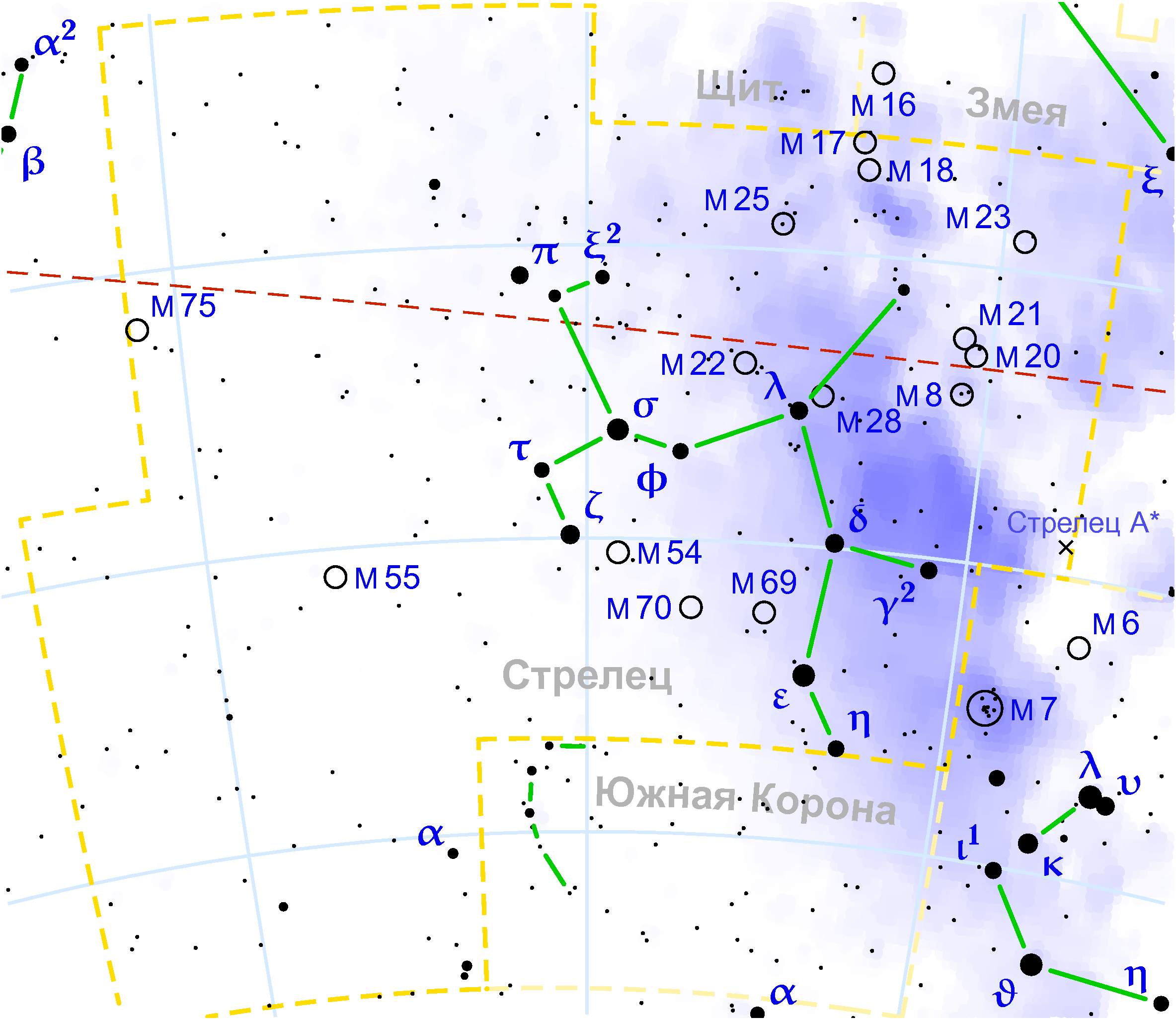
Рассеянное скопление M 25 находится в Созвездии Стрельца

Это летнее рассеянное скопление видно в северной части Стрельца к востоку от оси облаков Млечного Пути. Уже невооружённый глаз замечает на месте скопления звездочку-две. В бинокль уже видно больше десятка звёзд, довольно широко разбросанных. В телескоп с апертурой 150—200 мм скопление предстает во всей красе. Видно до полусотни звёзд, самые яркие определённо цветные (желтые и голубые). Что-то похожее на узкий пылевой рукав диаметрально делит скопление на две примерно равные половинки.

### Соседи по небу из каталога Мессье
- M 24 — (к западу) «Каустическая Долина», фрагмент Млечного Пути;
- M 22 и M 28 — (к югу) пара ярких шаровых скоплений;
- M 18, M 17 и M 16 — (к северо-западу, на границе со Змеёй) скромное рассеянное скопление и пара замечательных туманностей: «Омега» и «Орёл»;

### Последовательность наблюдения в «Марафоне Мессье»
…M 24 → M 23 → M 25 → M 8 → M 20…